# Kizlar Agha

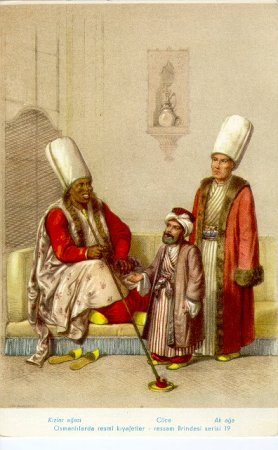
Kizlar Agha (sx), nano di corte (centro) e Kapi Agha (dx) - ill. del XIX secolo.

Kizlar Agha (lingua turca Kızlar Ağası, lett. "Agha delle Fanciulle", formalmente chiamato Darüssaade ağa cioè "Agha della Casa della Felicità") era il titolo dato al capo degli eunuchi africani che sorvegliavano l'harem del sultano ottomano nel Palazzo di Topkapı d'Istanbul. Creata nel 1574 ad opera del sultano Murad III, la figura del Kizlar Agha, poi noto come "Capo degli eunuchi neri" scalzò ben presto quella del Kapi Agha, il "Capo degli eunuchi bianchi", quale generale sovrintendente a tutti gli eunuchi presenti nel complesso palaziale costantinopolitano.

## Storia
Il primo Kizlar Agha, un etiope di nome Mehmed Agha, venne nominato nel 1574 dal sultano ottomano Murad III. Fino ad allora, gli eunuchi del Palazzo di Topkapı erano sempre stati europei, catturati o arruolati tramite il devscirme nei Balcani e nel Caucaso. Nel corso del XVI secolo la popolazione all'interno del complesso palaziale costantinopolitano era cresciuta vertiginosamente: basti considerare che gli eunuchi erano 40 al tempo del sultano Selim I ed oltre un migliaio al tempo di Murad III. 
Eunuchi di origine africana servirono inizialmente al fianco degli eunuchi bianchi ma, entro il 1592, per ragioni che non sono chiare, si assistette ad una netta demarcazione di ruoli e potere tra le due categorie a vantaggio degli eunuchi neri: gli eunuchi bianchi erano limitati alla supervisione dei paggi maschi (içoğlan), mentre gli eunuchi neri presero il controllo molto più prestigioso degli appartamenti privati del sultano e delle donne del palazzo (harem). Di conseguenza, il "capo eunuco nero" eclissò rapidamente il "capo eunuco bianco" o kapi agha (kapı ağası, "agha della porta"), che fino a quel momento era stato il capo del personale di palazzo, e salì fino a diventare, nelle parole dell'orientalista C. E. Bosworth, "in pratica il principale ufficiale dell'intero palazzo". All'apice del potere della carica nei secoli XVII e XVIII, il kizlar agha era un visir di primo rango ("con tre code di cavallo") e veniva al terzo posto nella gerarchia statale, accanto solo al capo ministro dell'Impero, il gran visir, e alla principale autorità religiosa, lo sheikh ul-Islam.

## Responsabilità di corte
Il potere della carica derivava non solo dalla sua vicinanza al sultano, ma anche dalla sua associazione con le Valide Sultan, le potenti madri dei sultani, che spesso dominavano la politica (il cosiddetto periodo del "Sultanato delle donne"). Il kizlar agha era anche di fatto l'unica intermediario tra il mondo chiuso dell'harem e i quartieri esterni, maschili, del palazzo (il selamlik), controllando il suo approvvigionamento così come i messaggi da e per. Inoltre, era l'unico individuo autorizzato a portare le comunicazioni del gran visir al sultano e aveva un ruolo riconosciuto nelle cerimonie pubbliche. Tra i suoi compiti a palazzo vi era anche la supervisione dell'educazione dei principi imperiali fino all'ingresso nella pubertà, quando venivano iscritti alla scuola di palazzo.